# ليو شياو
ليو شياو هي منافسة ألعاب القوى صينية، ولدت في 19 يناير 1986.[بحاجة لمصدر]

## وصلات خارجية
- ليو شياو على موقع الاتحاد الدولي لألعاب القوى (الإنجليزية)
- ليو شياو على موقع اللجنة الأولمبية الصينية (الإنجليزية)